# پدرو دوررونسورو
پدرو دوررونسورو (انگلیسی: Pedro Dorronsoro؛ زادهٔ ۱۹ مهٔ ۱۹۷۷) بازیکن فوتبال اهل اسپانیا است.
از باشگاه‌هایی که در آن بازی کرده‌است می‌توان به باشگاه فوتبال رئال اویدو اشاره کرد.